# Tortula edentula
Tortula edentula là một loài rêu trong họ Pottiaceae. Loài này được Ignatova & Ignatov mô tả khoa học đầu tiên năm 2009.